# Alaba (chi ốc biển)
Alaba là một chi ốc biển, là động vật thân mềm chân bụng sống ở biển trong họ Litiopidae.

## Các loài
Các loài trong chi Alaba gồm có:
- Alaba culliereti (Dautzenberg, 1891)[2]
- Alaba fulva Watson, 1886[3]
- Alaba hungerfordi Yih-Tsong & Jiang-Ping, 2006[4]
- Alaba incerta (d’Orbigny, 1841)[5]
- Alaba martensi Issel, 1869[6]
- Alaba mirabilis (Hornung & Mermod, 1926)[7]
- Alaba striata Watson, 1886[8]

Các loài được đưa vào đồng nghĩa
- Alaba albugo Watson, 1886[9]: đồng nghĩa của Diala albugo (Watson, 1886)
- Alaba leithii E.A. Smith, 1876: đồng nghĩa của Mainwaringia leithii (E.A. Smith, 1876)
- Alaba semistriata (Philippi, 1849)[10]: đồng nghĩa của Diala semistriata (Philippi, 1849)